# Coryphaeschna amazonica
Coryphaeschna amazonica – gatunek ważki z rodziny żagnicowatych (Aeshnidae). Występuje na terenie Ameryki Południowej.